# 东贝沃恩
东贝沃恩（德語：Ostbevern，發音：[ˈɔstˌbeːvɐn]）是德国北莱茵-威斯特法伦州明斯特行政区瓦伦多夫县的市镇，与西贝沃恩相邻，面积89.65平方千米，2023年12月31日人口为11,690人。